# Demonax perspicuus
Demonax perspicuus är en skalbaggsart som beskrevs av Holzschuh 1992. Demonax perspicuus ingår i släktet Demonax och familjen långhorningar. Inga underarter finns listade i Catalogue of Life.